# Santaluz
Santaluz est une municipalité brésilienne de l'État de Bahia et la microrégion de Serrinha.